# エレイディン
エレイディン(Eleidin)は、皮膚の透明層（淡明層）に存在する透明な細胞内タンパク質である。
エレイディンは、生細胞の原形質内に微小顆粒の形で沈着した物質であるアミノ酸複合体ケラトヒアリンの変換生成物である。エレイディンはその後、角質内でケラチンに変換される。
エレイディンは、唇の唇紅部でも見られる。唇は薄くケラチン化されており、高密度のエレイディンを含む。唇紅部が紅色であるのはいくつかの要因があるが、その1つはエレイディンが透明であり、下の赤血球が透けて見えるためである。